# Meeffe
Meeffe (en wallon Mêfe, Meffle en ancien français) est une section de la commune belge de Wasseiges située en Région wallonne dans la province de Liège. C'était une commune à part entière avant la fusion des communes de 1977.

## Toponymie
L’origine du nom de Meeffe est, probablement, de "ma aiwe", c’est-à-dire "mauvaise eau". Les anciens terrains marécageux pourraient justifier cette étymologie.

## Démographie
- Sources:INS, Rem:1831 jusqu'en 1970=recensements, 1976= nombre d'habitants au 31 décembre

## Histoire
Le Ban de Meeffe : Dans le passé Meeffe était un ban, c'était une petite entité administrative. Celui de Meeffe comprenait aussi Seron, Forville, Seressia, Buay, Gochenée, Thiribut et Vertbois. C'était une enclave liégeoise dans le comté de Namur. Tous les autres villages environnants, dont Wasseige, faisaient partie du comté de Namur.
Prieuré Saint-Sévère : Il existait à Meeffe une abbaye, dite de Saint-Sévère qui était très ancienne puisqu’elle fut restaurée par l’évêque Francon après les destructions des Normands dans le premier tiers du Xe siècle. À la suite de la décadence de l'institution, l'évêque de Liège en cède la juridiction en 1149 et le monastère devint un simple prieuré relevant de l’abbaye bénédictine de Saint-Laurent de Liège.  Le prieuré décline jusqu'en 1717, date de sa suppression. Le domaine est depuis une simple exploitation agricole connu sous le nom de Ferme du Prieuré.

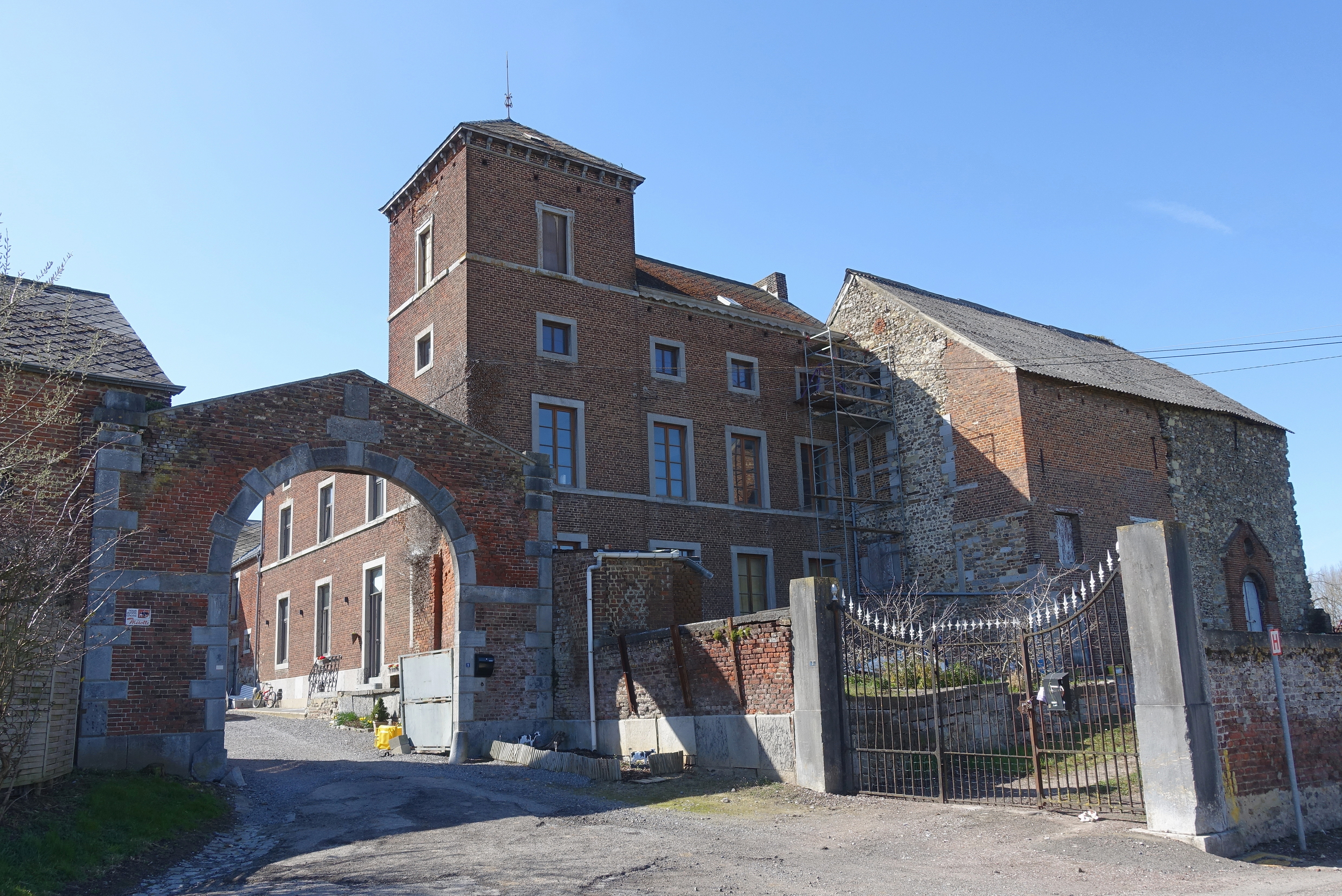
Ferme du Prieuré.
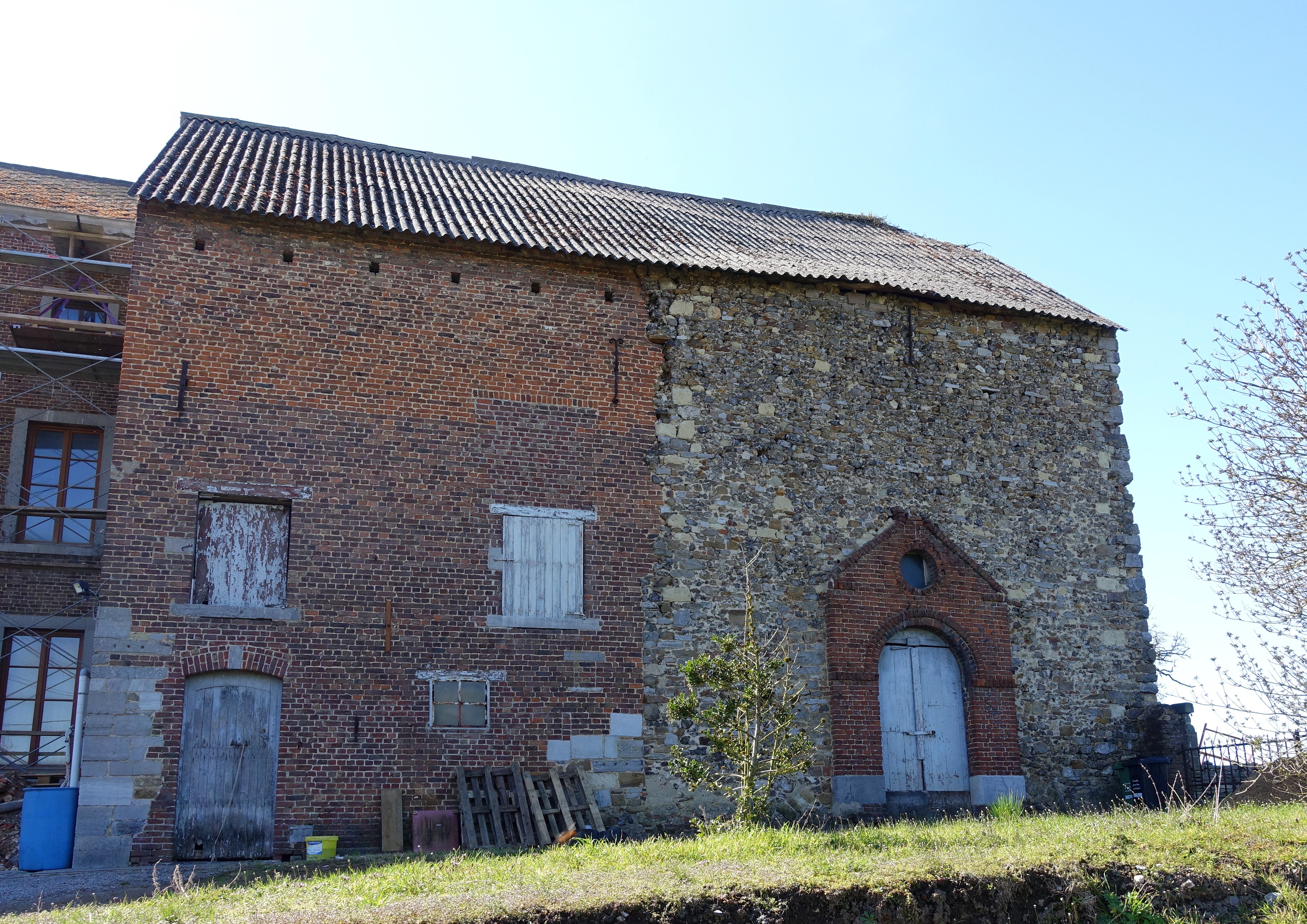
Ancienne chapelle maintenant grange de la Ferme du Prieuré.

Le tram à vapeur passait à Meeffe, notamment la ligne qui partait de Hannut jusqu’à Burdine. Le 1er juin 1960, c’est la fin de l’exploitation ferrée et le remplacement par des bus.

## Patrimoine et culture

### Patrimoine architectural
- Église de Notre-Dame de l'Assomption, déjà citée en 859, avec une tour romane du XIe siècle restaurée au XVIIe siècle, avec un vaisseau néo-gothique élevé en 1864.

- Ferme du Prieuré: De l'abbaye fondée au VIIe ou VIIIe siècle, devenue prieuré Prieuré Saint-Sévère en 1149 et fermée en 1717, plusieurs traces de son passé religieux sont encore visibles dans la ferme actuelle, comme la vieille pierre aux armoiries au-dessus de la porte cochère avec la devise : «NUMINIS OPE» ("Avec l'aide de Dieu") d'Oger de Loncin, abbé de Saint-Laurent de 1586 à 1633. À droite, la partie en pierre naturelle est l'ancienne chapelle romane qui a été transformée en grange.

- Ferme de Buay vaste exploitation agricole autrefois propriété de l'abbaye Saint-Laurent à Liège. Bâtiments  datant principalement du XIXe siècle avec une grange et une tourelle des XVIIe et XVIIIe siècles.

## Personnalités liées à Meeffe
- Eugène Pauly (1908-1988).